# اتحادیه کمیته‌های ملی المپیک
اتحادیه کمیته‌های ملی المپیک (انگلیسی: Association of National Olympic Committees) (ANOC) یا آنوک یک سازمان بین‌المللی است که به ۲۰۶ کمیته ملی المپیک کنونی (NOC) که توسط کمیته بین‌المللی المپیک (IOC) به رسمیت شناخته شده وابسته است. ۸ کمیته ملی المپیک که توسط کمیته بین‌المللی المپیک به رسمیت شناخته نمی‌شوند اما توسط انجمن‌های قاره ای شناخته می‌شوند، اعضای وابسته آن هستند.

## اعضا
اعضای آن وابسته به یکی از پنج اتحادیه قاره‌ای هستند:
| قاره        | اتحادیه قاره‌ای                           | بنیان‌گذاری |
| ----------- | ---------------------------------------- | ---------- |
| آفریقا      | انجمن کمیته‌های ملی المپیک آفریقا (ANOCA) | ۱۹۸۱       |
| قاره آمریکا | سازمان ورزش‌های قاره‌های آمریکا (PASO)     | ۱۹۴۰       |
| آسیا        | کمیته المپیک آسیا (OCA)                  | ۱۹۸۲       |
| اروپا       | کمیته المپیک اروپا (EOC)                 | ۱۹۶۸       |
| اقیانوسیه   | کمیته ملی المپیک اقیانوسیه (ONOC)        | ۱۹۸۱       |